# Laodicea chapmani
Laodicea chapmani är en nässeldjursart som beskrevs av Günther 1903. Laodicea chapmani ingår i släktet Laodicea och familjen Laodiceidae. Inga underarter finns listade i Catalogue of Life.